# اينار داهل (سياسي)
اينار داهل (بالنرويجية البوكمول: Einar Dahl)‏ هو محامي وسياسي نرويجي، ولد في 15 نوفمبر 1880 في تروندهايم في النرويج، وتوفي بنفس المكان في 23 أغسطس 1956. حزبياً، نشط في حزب المحافظين. وقد انتخب mayor of Trondheim ‏.